# Musée maritime d'Åland
Le Musée maritime d'Åland (en suédois : Ålands sjöfartsmuseum) est un musée ouvert en 1954 situé à Mariehamn dans les îles Åland en Finlande. Il est situé dans la partie ouest de la ville, à Hamngatan, à environ 1 km à l’autre bout de Storagatan. C’est le plus important musée des îles, avec le Musée d'Åland, et un monument de l’histoire d’Aland en tant que détenteur de la plus grande flotte de voiliers en bois du monde. La plus importante exposition est une barque à quatre mâts appelée Pommern, construite à Glasgow en 1903 et ancrée derrière le musée. Le bâtiment du musée est construit comme la proue d’un navire qui coupe le sol. Il a été appelé le « musée kitsch de la pêche et du commerce maritime »,.

## Disposition du musée
Le musée maritime d’Åland est considéré comme l’un des plus beaux musées au monde consacrés aux navires de commerce à voile,. Le bâtiment est aménagé sur deux étages avec des objets présentant la gloire passée de la marine marchande. Le musée possède une bibliothèque contenant une grande collection de livres et de photos.

## Expositions
Le musée a créé le noyau central d'un navire représentant un mât, un salon, une cuisine et des cabines. Les figures de proue des navires sont exposées avec les bateaux : la figure de proue exposée, un personnage masculin, a autrefois décoré le navire, le « California ». En outre, des pièges nautiques, un certain nombre de navires en bouteilles et des coffres de mer sont également exposés. Des peintures de navires (amarrées à Kingston upon Hull, à Anvers, à Hong Kong ou ailleurs), réalisées par des artistes locaux spécialement commandés par le capitaine de chaque navire, sont exposées au musée. Les modèles de navires de différentes périodes sont exposés, de sorte que la différence entre une goélette de la Baltique et un voilier puisse être facilement discernée.

## LePommern
Le bateau-musée Pommern, une barque marchande à quatre mâts, qui assurait régulièrement la route du commerce du grain entre l’Australie et l’Angleterre pendant l’entre-deux-guerres, est désormais ancré derrière le musée. Il est considéré comme le symbole de Mariehamn, la capitale d'Åland. Sa construction a débuté en 1903 à Glasgow, en Écosse, sous le nom de Mneme, et a ensuite été renommé Pommern. Gustaf Erikson a acheté le navire en 1929, et, avec un équipage de 26 membres, il transporta plusieurs tonnes de marchandises (principalement du blé pendant la Seconde Guerre mondiale). Il a remporté la course du grain deux fois dans les années 1930 et a achevé la course en moins de 100 jours au moins quatre fois. Le bateau constitue la pièce maîtresse du musée depuis 1957, lors de son amarre actuelle dans le port occidental de Mariehamn, après plus de 70 ans de navigation. Les meubles du musée présentent des objets de curiosité rassemblés par les marins de différents pays, y compris des mâchoires de piranhas et de requins, des coquillages et des coraux. ainsi qu'un drapeau de pirate.

## Aménagements et réouverture
Le musée maritime a rouvert ses portes le 26 avril 2012, après un important projet de réaménagement et d'extension lancé en 2009. Le bâtiment d'origine, dessiné par Jonas Cedercreutz dans les années 1940, a été agrandi d'après les dessins des architectes Johanna Vuorinen et Esa Kangas.

## Prix
Le Åland Maritime Museum Trust a reçu plusieurs prix pour son travail. En novembre 2017, le Trust a reçu le prix Save the Children pour son travail éducatif inclusif. Au printemps 2016, l'Association des musées finlandais a couronné le Musée maritime « Musée de l'année ».